# Lipomatose
 Mise en garde médicale
La lipomatose est un syndrome héréditaire relativement rare, qui se caractérise par la présence de plusieurs lipomes sur la surface du corps.